# Lewis Oliva
Lewis Oliva (Monmouthshire, 23 de agosto de 1992) é um desportista britânico que competiu no ciclismo na modalidade de pista. Ganhou uma medalha de bronze no Campeonato Europeu de Ciclismo em Pista de 2012, na prova de velocidade por equipas.

## Medalheiro internacional
| Campeonato Europeu | Campeonato Europeu    | Campeonato Europeu | Campeonato Europeu     |
| Ano                | Lugar                 | Medalha            | Competição             |
| ------------------ | --------------------- | ------------------ | ---------------------- |
| 2012               | Panevėžys ( Lituânia) | Medalha de bronze  | Velocidade por equipas |